# Carmonita
Carmonita è un comune spagnolo di 649 abitanti situato nella comunità autonoma dell'Estremadura.